# Remy Zero
Remy Zero to amerykański zespół grający alternatywny rock.
Grupa założona została w roku 1989 przez Cinjun Tate (wokal, gitara), Shelby Tate (gitara, instrumenty klawiszowe, wokal), Gregory Slay (ur. 1969 – zm. 1 stycznia 2010) (perkusja, instrumenty perkusyjne), Cedric Lemoyne (gitara basowa), Jeffrey Cain (gitara). Ich działalność trwa choć mieli przerwę w latach 2003–06.
Remy Zero nie był popularnym zespołem dopóki Radiohead nie znaleźli ich taśmy demo. Następnie zostali przez nich zaproszeni na tournée The Bends. Po tym wydarzeniu zespół przeniósł się z Birmingham (Alabama) do Los Angeles by nagrać swój pierwszy album.
Ich pierwszy album Remy Zero dobrze się sprzedawał oraz zdobył uznanie, lecz płyta nie opiewała sukcesem o jakim marzyli. Kolejny album Villa Elaine słuchacze przyjęli lepiej niż ich debiutancki. Album został nagrany gdy zespół mieszkał w apartamencie o tej samej nazwie w Hollywood. Trzeci już album, The Golden Hum, otrzymał uznanie oraz zapewnił im sukces piosenką Save me, która w chwilę potem została wykorzystana do serialu Smallville. Piosenka „Shattered” była wykorzystana w filmach Piękna i szalona i Suicide Kings. Piosenkę „Fair” z płyty Villa Elaine mogliśmy usłyszeć w filmie Garden State, „Prophecy” była w She's All That. „Gramarye” została wykorzystana w filmie Stigmata, a „Perfect Memory” usłyszeliśmy w filmie The Invisible.

## Dyskografia
- Remy Zero (30 Stycznia, 1996)
- Villa Elaine (25 Sierpnia, 1998)
- The Golden Hum (18 Września, 2001)